# Lang Gia
Lang Gia (tiếng Trung: 琅琊区; Hán-Việt: Lang Gia khu) là một quận thuộc địa cấp thị Trừ Châu, tỉnh An Huy, Cộng hòa Nhân dân Trung Hoa. Quận này có diện tích 126 km2, dân số 230.000 người, mã số bưu chính 239000. Về mặt hành chính, quận này được chia thành 7 nhai đạo biện sự xứ: Đông Môn, Tây Môn, Nam Môn, Bắc Môn, Lang Gia, Dương Tử, Thanh Lưu.